# Трімбах (Золотурн)
Трімбах (нім. Trimbach SO) — громада  в Швейцарії в кантоні Золотурн, округ Госген.

## Географія
Громада розташована на відстані близько 60 км на північний схід від Берна, 33 км на північний схід від Золотурна.
Трімбах має площу 7,6 км², з яких на 23,6% дозволяється будівництво (житлове та будівництво доріг), 23,2% використовуються в сільськогосподарських цілях, 52,1% зайнято лісами, 1,2% не є продуктивними (річки, льодовики або гори).

## Демографія
2019 року в громаді мешкало 6595 осіб (+5,3% порівняно з 2010 роком), іноземців було 39,1%. Густота населення становила 868 осіб/км².
За віковим діапазоном населення розподілялося таким чином: 19% — особи молодші 20 років, 61,6% — особи у віці 20—64 років, 19,4% — особи у віці 65 років та старші. Було 2907 помешкань (у середньому 2,2 особи в помешканні).
Із загальної кількості 1764 працюючих 45 було зайнятих в первинному секторі, 661 — в обробній промисловості, 1058 — в галузі послуг.